# Orinocosa
Orinocosa es un género de arañas araneomorfas de la familia Lycosidae. Se encuentra en África, Oriente Medio, Sudamérica y Australia.

## Lista de especies
Según The World Spider Catalog 12.0:
- Orinocosa aymara Chamberlin, 1916
- Orinocosa celerierae Cornic, 1976
- Orinocosa guentheri (Pocock, 1899)
- Orinocosa hansi (Strand, 1916)
- Orinocosa paraguensis (Gertsch & Wallace, 1937)
- Orinocosa priesneri Roewer, 1959
- Orinocosa pulchra Caporiacco, 1947
- Orinocosa securifer (Tullgren, 1905)
- Orinocosa stirlingae (Hogg, 1905)
- Orinocosa tropica Roewer, 1959